# Santa Ana Maya
Santa Ana Maya är en kommunhuvudort i Mexiko.   Den ligger i kommunen Santa Ana Maya och delstaten Michoacán de Ocampo, i den centrala delen av landet, 210 km väster om huvudstaden Mexico City. Santa Ana Maya ligger 1 868 meter över havet och antalet invånare är 7 016.
Terrängen runt Santa Ana Maya är platt åt sydväst, men åt nordost är den kuperad.  Trakten runt Santa Ana Maya är nära nog obefolkad, med mindre än två invånare per kvadratkilometer. Närmaste större samhälle är Cuitzeo del Porvenir, 13,3 km väster om Santa Ana Maya. Trakten runt Santa Ana Maya består till största delen av jordbruksmark.